# Ceratophryidae
Ceratophryidae Tschudi, 1838 è una famiglia di anfibi dell'ordine degli Anuri, presenti in Sud America.

## Tassonomia
La famiglia comprende 12 specie raggruppate in tre generi:
- Ceratophrys Wied-Neuwied, 1824 (8 sp.)
- Chacophrys Reig and Limeses, 1963 (1 sp.)
- Lepidobatrachus Budgett, 1899 (3 sp.)

Alcuni studi scientifici suddividevano la famiglia Ceratophryidae in tre sottofamiglie, Ceratophryinae (Parker, 1933), Batrachylidae (Gallardo, 1965) e Telmatobiidae (Fitzinger, 1843). Attualmente però sono considerati o sinonimi, nel caso delle Ceratophryinae o famiglie a sé stanti.